# Скоша (Небраска)
Скоша (англ. Scotia) — селище (англ. village) в США, в окрузі Грілі штату Небраска. Населення — 301 особа (2020).

## Географія
Скоша розташована за координатами 41°28′4″ пн. ш. 98°42′9″ зх. д. / 41.46778° пн. ш. 98.70250° зх. д. (41.467778, -98.702415). За даними Бюро перепису населення США в 2010 році селище мало площу 0,90 км², уся площа — суходіл.

## Демографія
Згідно з переписом 2010 року, у селищі мешкало 318 осіб у 139 домогосподарствах у складі 92 родин. Густота населення становила 354 особи/км². Було 166 помешкань (185/км²).
Расовий склад населення:
| - 98,1 % — білих - 0,9 % — корінних американців - 0,3 % — чорних або афроамериканців |

До двох чи більше рас належало 0,3 %. Частка іспаномовних становила 0,6 % від усіх жителів.
За віковим діапазоном населення розподілялося таким чином: 22,0 % — особи молодші 18 років, 54,7 % — особи у віці 18—64 років, 23,3 % — особи у віці 65 років та старші. Медіана віку мешканця становила 42,8 року. На 100 осіб жіночої статі у селищі припадало 84,9 чоловіків; на 100 жінок у віці від 18 років та старших — 92,2 чоловіків також старших 18 років.
Середній дохід на одне домашнє господарство становив 47 204 долари США (медіана — 39 107), а середній дохід на одну сім'ю — 53 971 долар (медіана — 43 750). За межею бідності перебувало 4,7 % осіб, у тому числі 3,2 % дітей у віці до 18 років та 5,4 % осіб у віці 65 років та старших.
Цивільне працевлаштоване населення становило 159 осіб. Основні галузі зайнятості: сільське господарство, лісництво, риболовля — 21,4 %, освіта, охорона здоров'я та соціальна допомога — 18,2 %, транспорт — 8,2 %, роздрібна торгівля — 8,2 %.